# 巴啦啦小魔仙之魔法的考驗
《巴啦啦小魔仙之魔法的考验》（英語：Balala The Fairies-The Magic Trial），是中国大陆魔法少女电影《巴啦啦小魔仙大电影》的续集，也是《巴啦啦小魔仙》系列推出的第二部电影，2014年1月23日上映。

## 剧情简介
魔仙小蓝和美琪、美雪误闯精灵花园的尽头，不小心被花言巧语蒙蔽，释放出了被关在密室里的魔法天才——黑精灵费多巴。
费多巴魔法强大，却偏偏不怀好意，一来到人类世界就四处破坏。危急时刻，小魔仙们齐心协力，最终战胜了邪恶的费多巴。

## 演員列表

### 魔仙堡角色
| 演員     | 角色     | 暱稱／關係／職業           | 國語配音 |
| 陳雨薇   | 魔仙小藍 | 魔仙堡的守護魔仙           |          |
| 趙今麥   | 凌美琪   | 人間小魔仙，美雪的姐姐     |          |
| 刘黛希   | 凌美雪   | 人間小魔仙，美琪的妹妹     |          |
| 徐可     | 遊樂王子 | 魔仙堡的王子，魔仙女王之子 |          |
| 王慧     | 魔仙女王 | 魔仙堡的女王，遊樂的母親   | 李世荣   |
| 崔倓     | 費多巴   | 爸爸老公主人爹             |          |
| 熊艷     | 青青老师 | 魔仙堡的魔法教師           |          |
| 艾彦     | 春風     | 魔仙女王的近身侍衛         |          |
| 卓娜     | 秋雨     | 魔仙女王的近身侍衛         |          |
| 電腦特效 | 沙菲菲   | 魔仙堡图书馆的守卫精灵     | 陈静媛   |
| 電腦特效 | 雪菲菲   | 魔仙堡百宝书的智者精灵     |          |
| 電腦特效 | 老树爷爷 | 魔仙堡精灵花园的老树       | 刘风     |
| 電腦特效 | 石龟爷爷 | 魔仙堡精灵花园的石龟       |          |

### 雙子星角色
| 演員   | 角色     | 暱稱／關係／職業             | 國語配音 |
| 香奈兒 | 貝貝公主 | 雙子星的公主，雅雅公主的妹妹 |          |

### 凌家
| 演員 | 角色 | 暱稱／關係／職業 | 國語配音 |
| 劉秀 | 凌爸 | 美琪、美雪的爸爸 |          |
| 楊陽 | 凌媽 | 美琪、美雪的媽媽 |          |

### 何家
| 演員   | 角色     | 暱稱／關係／職業 | 國語配音 |
| 楊心儀 | 何妙妙   | 美琪、美雪的同學 |          |
| 张野   | 何泰     | 何妙妙的爸爸     |          |
| 刘伟   | 何家司机 |                  |          |

### 其他角色
| 演員   | 角色     | 暱稱／關係／職業               | 國語配音 |
| 羅磊   | 牛奶哥哥 | 凌家蛋糕店的員工               |          |
| 王海田 | 凯莉老师 | 美琪、美雪的舞蹈老师           |          |
| 于嘉萌 | 阿木叔叔 | 美琪、美雪学校的校工           |          |
| 吴玉媛 | 庄老师   | 美琪、美雪的班主任             |          |
| 司丽轩 | 萱萱     | 美琪、美雪的同學               |          |
| 胡奥   | 石小龍   | 美琪、美雪的同學，美琪的小冤家 |          |
| 于嘉如 | 郭茵茵   | 美琪、美雪的同學               |          |
| 杜函梦 | 周小曼   | 美琪、美雪的同學               |          |
| 刘宸希 | 潘小圆   | 美琪、美雪的同學兼班长         |          |
| 黄晨宁 | 陈志聪   | 美琪、美雪的同學               |          |
| 赵维   | 赵老师   | 美琪、美雪的老师               |          |

## 电影歌曲
| 曲別   | 歌曲名称     | 作词   | 作曲   | 演唱者         | 备注                                           |
| 主题曲 | 心梦女孩     | 王定一 | 于嘉萌 | 王馨怡、曹夢格 | 电影中魔仙小蓝与美琪、美雪表达快乐心情的歌曲。 |
| 片头曲 | 巴啦啦小魔仙 | 许少荣 | 黎允文 | 王一童         | MV客串：王诗龄                                 |
| 片尾曲 | 星座密码     | 许少荣 | 黎允文 | A2A            |                                                |

## 电影场景
- 精灵花园
- 凌家
- 魔仙堡
- 户外

## 製作團隊

### 片頭
- 出品人：蔡東青、王長田
- 總製片人：李曉萍、蔡曉東
- 總策劃：柳向陽、梁宇戰、卜宇、曾國慶、景志剛、李金華
- 編劇：齊圓、李冠萱
- 製片人：華音
- 攝影指導：紀偉
- 美術指導：邢延榮、楊萄
- 音樂總監：宋予賓、於嘉萌
- 主演：陳雨薇、趙金麥、劉黛希、王慧
- 監製：陳志良、張麗仙
- 導演：於人、劉浩

### 片尾
- 製片人：華音
- 編劇：齊圓、李冠萱
- 導演：於人、劉浩
- 演員表
- 趙金麥飾演凌美琪
- 劉黛希飾演凌美雪
- 陳雨薇飾演魔仙小藍
- 崔琰飾演費多巴
- 王慧飾演魔仙女王
- 楊心儀飾演何妙妙
- 司麗軒飾演萱萱
- 香奈兒飾演貝貝公主
- 徐可飾演遊樂王子
- 張野飾演何泰
- 羅磊飾演牛奶哥哥
- 劉秀飾演凌爸爸
- 楊陽飾演凌媽媽
- 王海田飾演凱莉老師
- 胡奧飾演石小龍

## 作品的變遷
| 廣州奧飛文化傳播有限公司           | 廣州奧飛文化傳播有限公司                 | 廣州奧飛文化傳播有限公司 |
| ---------------------------------- | ---------------------------------------- | ------------------------ |
|                                    | 巴啦啦小魔仙之魔法的考驗 (2014年1月23日) |                          |
| 巴啦啦小魔仙大電影 (2013年1月31日) | 巴啦啦小魔仙之魔箭公主 (2015年10月1日)   |                          |